# Duplex (bâtiment)
Pour les articles homonymes, voir Duplex.
Un duplex est un type de bâtiment d'habitation comprenant deux niveaux. Un triplex s'étend sur trois étages, un quadruplex sur quatre, et ainsi de suite.

## Europe
En Europe, d'une manière générale, un appartement « en duplex » est un logement unique situé dans un immeuble collectif, constitué de deux niveaux réunis par un escalier intérieur. Le terme triplex désigne un même type de logement, mais réparti sur trois niveaux. Dans la plupart des cas, ces types de logement occupent les étages supérieurs de ces immeubles.
On parle de « duplex montant » lorsque l'entrée de l'appartement est située au niveau inférieur (on monte alors pour accéder à l'étage), tandis que pour le « duplex descendant » ou « duplex inversé », l'entrée se trouve au niveau supérieur (dans ce cas, on descend pour accéder au niveau inférieur du logement). Dans le cas d'un duplex, les « pièces de vie » comme la cuisine, la salle de séjour et la salle à manger se trouvent généralement au même niveau que la porte d'entrée, tandis que les chambres à coucher (ou « pièces de nuit ») soit au niveau supérieur (comme dans une maison individuelle), soit au niveau inférieur,. 
Le « duplex descendant » devient un « souplex » (aussi nommé « sousplex »), lorsque le niveau supérieur par lequel on accède au logement se trouve au rez-de-chaussée de l'immeuble, le sous-sol qui a été aménagé constitue alors le niveau inférieur,. L'aménagement d'un souplex présente des contraintes spécifiques de structure, de qualité de l'air intérieure et d'éclairage naturel.

## Amérique du Nord

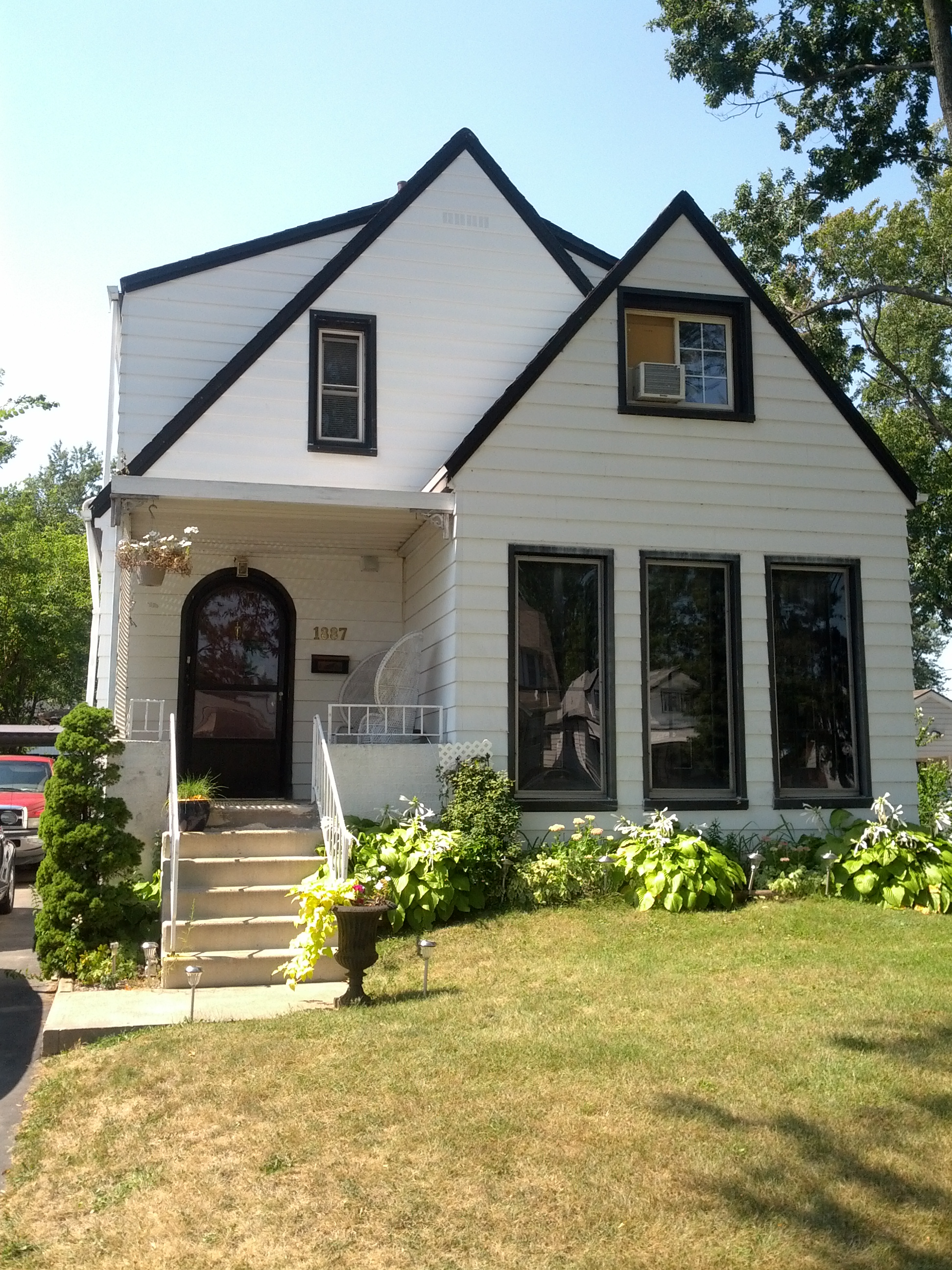
Maison en duplex.

En Amérique du Nord, un duplex désigne un bâtiment composé de deux unités d'habitation indépendantes juxtaposées. De la même façon, on appelle triplex un bâtiment comprenant trois unités d'habitation (sur deux ou trois niveaux). Ce concept s'est également développé au-delà du continent américain depuis la fin de Seconde Guerre mondiale, surtout en Europe du Nord et de l'Ouest (Allemagne, Royaume-Uni, Pays-Bas, Scandinavie…).
Plus généralement, un plex est un bâtiment d'habitation composé de plusieurs logements (de 2 à 6 logements) possédant des entrées indépendantes situées en façade et qui ne sont donc pas regroupées dans une cage d'escalier commune.
Le gouvernement canadien promeut activement le quadruplex, comme solution intermédiaire entre la maison individuelle et les grands immeubles.